# Careproctus lacmi
Careproctus lacmi är en fiskart som beskrevs av Anatoly Petrovich Andriashev och Stein, 1998. Careproctus lacmi ingår i släktet Careproctus och familjen Liparidae. Inga underarter finns listade.